# Nyagatare
Nyagatare è un settore (imirenge) del Ruanda, parte della Provincia Orientale e capoluogo del distretto omonimo.